# 王瑛玮
王瑛玮（1968年12月—），男，中国共产党员，中华人民共和国政治人物。北京大学计算机科学和数学，博士学位。现任天津市副市长，天津市公安局局长。

## 生平
1987年-1997年，‌王瑛玮在北京大学完成了从本科到博士的研究生教育，‌涉及计算机科学和数学专业。‌
1997年-2000年，‌公安部第二研究所担任助理研究员。‌
2000年-2012年，‌公安部刑事侦察局多个部门担任职务，‌包括刑侦基础工作指导处助理研究员、‌副处长、‌处长以及刑事犯罪情报信息工作处处长等。‌
2012年-2017年，‌任贵州省公安厅厅长助理、副厅长。‌
2017年-2019年，‌任贵州省公安厅党委副书记、‌常务副厅长。‌
2019年-2024年，‌任公安部网络安全保卫局党委书记、‌局长，‌公安部科技信息化局局长。‌
2024年7月，任天津市副市长、‌公安局局长。